# لورانس كولبيرن
لورانس كولبيرن (بالإنجليزية: Lawrence Colburn)‏ هو عسكري أمريكي، ولد في 6 يوليو 1949 في كولي دام في الولايات المتحدة، وتوفي في 13 ديسمبر 2016 في كانتون في الولايات المتحدة.